# Steve Horvat
Steven "Steve" Horvat (Geelong, 14 de março de 1971) é um ex-futebolista australiano, que atuava como defensor.

## Carreira
Horvat representou a Seleção Australiana de Futebol, nas Olimpíadas de 1996. 

## Títulos
Austrália
- Copa das Nações da OFC: 2000
- Copa das Confederações: Vice - 1997